# フェザリング
フェザリングには幾つかの業界でそれぞれの意味を持つが、ここではキャンプなどの野営技術のひとつとしてのフェザリングについて記す。

## 概要
キャンプで火を起こすことを容易にするために、良く乾いた細めの白木をナイフで削り、鳥の羽（Feather）のように毛羽立たせることで酸素と接する表面積を大きくする手法。ただし、削った木の片方は、必ず木に残したままで、これを繰り返して、木の枝や房のように仕上げる。特に、トーチや着火剤などの比較的着火が容易な着火具よりも、着火の困難な火打ち石やマグネシウム着火器を用いる場合にフェザリングが用いられる。
フェザリングは、ごく薄く削ったものを多く白木に纏わせたものほど、着火が確実で容易だが、キャップでは迅速に火を起こす必要がある場合もあるため、どの程度のフェザリングを作るかは、経験と技術が必要となる。
映画 『足跡はかき消して』（原題:Leave No Trace）の冒頭でフェザーリング(フェザリング)について会話しながら火起こしする親子のシーンがあることから、この木製の房状の着火補助具の呼び名のひとつが「フェザリング」又は「フェザーリング」であることがうかがえる。フェザリングは制作過程を示すが、完成品の名称でもあると推測する。